# Manoel Pio Corrêa
Manoel Pio Corrêa Júnior foi um diplomata brasileiro, que atuou como embaixador no Uruguai e na Argentina e como Secretário-Geral das Relações Exteriores do Brasil durante os anos da ditadura militar no Brasil.

## Biografia
O carioca Manoel Pio Corrêa conheceu os cinco continentes ainda criança. Seu pai, um famoso botânico de mesmo nome, viajava o mundo como pesquisador do museu de história natural de Paris à procura de plantas desconhecidas. Ultraconservador, apoiou o golpe de 1964 e considerava Getúlio Vargas e Castelo Branco os melhores presidentes do Brasil. Colega de Alzira, filha de Getúlio, na Faculdade de Direito do Rio de Janeiro, trabalhou no gabinete do político.
Depois do golpe militar, o presidente Castello Branco nomeou Pio Corrêa como embaixador do Brasil em Montevidéu. Ali começaria sua reputação de anticomunista ferrenho que se notabilizou pela caça aos comunistas na carreira diplomática e pelo combate aos “vagabundos, bêbados e pederastas” que encontrou pelo caminho. Na companhia do coronel Câmara Senna como adido militar, Pio Corrêa dedicou-se a neutralizar articulações de combate a ditadura. O diplomata e o adido militar, arquitetaram uma rede de contatos efetuados em seguidas viagens pelo país que incluía políticos, militares, juízes, delegados de polícia, fazendeiros, comerciantes.
O Uruguai acabou servindo de experiência piloto para a criação do Ciex. Manoel Pio Corrêa servia no Uruguai quando em 1966 foi um dos fundadores do Centro de Informações do Exterior, o chamado "CiEx do Itamaraty"  (geralmente confundido com o acrônimo CIE, referente ao Centro de Informações do Exército, atual Centro de Inteligência do Exército). A principal tarefa do Centro de Informações do Exterior era monitorar as ações de brasileiros no exterior, entre eles o presidente deposto no golpe João Goulart e os ex-governadores Leonel Brizola e Miguel Arraes.
A bem-sucedida experiência uruguaia o levou, como Secretário-Geral do Itamaraty (quando o chanceler era Juracy Magalhães), a redigir e assinar a portaria secreta que criou o CIEx, em 1966, durante o governo Castelo Branco. O CIEX era tão secreto que nem constava da estrutura formal do  Itamaraty. A existência do CIEx só seria confirmada em 2007, sob a gestão de Celso Amorim como chanceler, no segundo governo Lula. A constrangedora revelação coube à monumental série de reportagens produzida pelo repórter Cláudio Dantas Sequeira, do Correio Braziliense, revelando a ação repressiva da primeira agência criada sob o amparo do Serviço Nacional de Informações (SNI) e de seu criador, o general Golbery do Couto e Silva.
No início, o secreto CIEx foi camuflado como Assessoria de Documentação de Política Exterior, ou simplesmente ADOC, com verba secreta e subordinado à  Secretaria-Geral das Relações Exteriores. Dos primeiros anos da ditadura até 1975, funcionou dissimulado, como seu criador, na sala 410 do quarto andar do “Bolo de Noiva”, o Anexo I do Palácio Itamaraty, em Brasília. Desmontado com a ditadura em 1985, o lugar hoje abriga a inofensiva Divisão de Promoção do Audiovisual. Vasculhando 20 mil páginas de documentos com 8 mil informes escondidos nos arquivos do CIEx, o repórter Sequeira apurou que, dos 380 brasileiros mortos ou desaparecidos durante o regime, os nomes de 64 das vítimas estavam lá, nas pastas secretas de Pio Corrêa. Atuando em linha com os adidos militares das embaixadas, a tropa civil dos adidos do CIEx de Pio Corrêa foi decisiva na atuação do Brasil na Operação Condor, o Mercosul da repressão que caçava e matava sob o mando e desmando dos generais do Cone Sul do continente.
O nome de Manoel Pio Corrêa foi citado pelo ex-agente da CIA Philip Agee em seu livro de memórias. No manuscrito intitulado "Por dentro da Companhia", Agee  revelou que Pio Corrêa era, além de diplomata brasileiro, um agente da Agência Central de Inteligência dos Estados Unidos.
[…] a base do Rio [da CIA] decidiu enviar mais dois de seus elementos para a embaixada do Brasil aqui – além do adido militar, coronel Câmara Sena. Um deles é um funcionário de carreira de alto nível do ministério das Relações Exteriores do Brasil, Manoel Pio Corrêa, que virá como embaixador; o outro é Lyle Fontoura, protegido de Pio Corrêa, que será o novo primeiro-secretário. Até o mês passado, Pio era embaixador do Brasil no México, onde, de acordo com o currículo enviado pela base [da CIA] do Rio, demonstrou muita eficiência nas tarefas operacionais para a base [da CIA] da Cidade do México. Contudo, como o México não reconheceu o novo governo militar do Brasil, Pio foi chamado de volta ao seu país e a base [da CIA] do Rio de Janeiro providenciou para que fosse nomeado para Montevidéu, que no momento é o ponto em ebulição da diplomacia brasileira. Assim que chegarem os novos elementos do corpo diplomático, Holman [Ned. P., chefe da CIA em Montevidéu] entrará em contato com Pio, enquanto O’Grady [Gerald, subchefe da CIA] se encarregará de entrevistar-se com Fontoura. De uma forma ou de outra, a base [da CIA] do Rio está decidida a elaborar operações contra os exilados, e – ao que parece – Pio é o homem indicado, pois tem perserverança suficiente para manter as pressões sobre o governo uruguaio. (Philip Agee, "Por Dentro da Companhia" - Edição Círculo do Livro, 1976. Página 384)
Após se aposentar no serviço diplomático, no qual ficou de 1937 a 1969, presidiu as unidades brasileiras da Siemens e da American Express. Trabalhou ainda em outras empresas e prestou consultoria até pouco tempo antes de morrer. Sofria de uma doença degenerativa. Morreu no dia 6 de dezembro de 2013 aos 95 anos, deixando uma viúva com quem foi casado por 70 anos, e os filhos, Manuel e Luiz, este último também diplomata.